# Тома (Япония)
Тома (яп. 当麻町 То:ма-тё:) — посёлок в Японии, находящийся в уезде Камикава округа Камикава губернаторства Хоккайдо. Площадь посёлка составляет 204,95 км², население — 6932 человека (30 июня 2014), плотность населения — 33,82 чел./км².

## Географическое положение
Посёлок расположен на острове Хоккайдо в губернаторстве Хоккайдо. С ним граничат город Асахикава и посёлки Пиппу, Айбецу, Камикава.

## Население
Население посёлка составляет 6932 человека (30 июня 2014), а плотность — 33,82 чел./км². Изменение численности населения с 1980 по 2005 годы:
| 1980 | 9619 чел. |  |
| 1985 | 9044 чел. |  |
| 1990 | 8383 чел. |  |
| 1995 | 7893 чел. |  |
| 2000 | 7643 чел. |  |
| 2005 | 7473 чел. |  |

## Символика
Деревом посёлка считается тис остроконечный, цветком — хризантема.